# Помабамба (провинция)
Помабамба (исп. Provincia de Pomabamba, кечуа Pumapampa pruwinsya) — одна из 20 провинций перуанского региона Анкаш. Площадь составляет 914,05 км². Население по данным на 2007 год — 27 954 человек. Плотность населения — 30,6 чел/км². Столица — одноимённый город.

## География
Расположена в северо-восточной части региона. Граничит с провинциями: Сиуас (на севере), Уайлас (на западе), Марискал-Лусуриага (на юге), с регионами Ла-Либертад и Уануко (на востоке).

## История
Провинция была образована 21 февраля 1861 года.

## Административное деление
В административном отношении делится на 4 района:
- Помабамба
- Уайльян
- Паробамба
- Кинуабамба